# Куземинська сільська рада
Кузе́минська сільська́ ра́да — колишній орган місцевого самоврядування в Охтирському районі Сумської області. Адміністративний центр — село Куземин.

## Загальні відомості
- Населення ради: 1 954 особи (станом на 2001 рік)
- Населення ради: 1 550 особи (станом на 2016 рік)

## Населені пункти
Сільській раді були підпорядковані населені пункти:
- с. Куземин

## Склад ради
Рада складалася з 14 депутатів та голови.
- Голова ради: Довгий Олександр Васильович
- Секретар ради: Калюжна Лідія Василівна

### Керівний склад попередніх скликань
| Прізвище, ім'я, по батькові    | Основні відомості                                                 | Дата обрання | Дата звільнення |
| ------------------------------ | ----------------------------------------------------------------- | ------------ | --------------- |
| Крутько Олександр Анатолійович | Сільський голова, 1965 року народження, безпартійний              | 26.03.2006   | 19.12.2008      |
| Ковжижа Тетяна Олександрівна   | Сільський голова, 1961 року народження, позапартійна              | 03.05.2009   | 31.10.2010      |
| Терещенко Петро Павлович       | Сільський голова, 1955 року народження, освіта вища               | 31.10.2010   | 16.12.2012      |
| Довгий Олександр Васильович    | Сільський голова, 1973 року народження, освіта вища, безпартійний | 16.12.2012   |                 |

Примітка: таблиця складена за даними сайту Верховної Ради України